# غریبه‌ها (فیلم ۲۰۰۸)
غریبه‌ها (به انگلیسی: The Strangers) یک فیلم ترسناک آمریکایی است به کارگردانی برایان برتینو و بازی لیو تایلر و اسکات اسپیدمن که در سال ۲۰۰۸ منتشر شد. فیلم در مورد یک زوج جوان است که سه مهاجم نقاب زده به صورت مرموزی در خانه به آنها حمله می‌کنند و قصد صدمه زدن به آنها را دارند.
این فیلم با بودجه ۹ میلیون دلار تولید شده است. داستان این فیلم الهام گرفته شده از یک داستان حقیقی است که در کانادا اتفاق افتاده‌است.